# Jourdain-Willy Dressen
Jourdain-Willy Dressen OP  (* 1908 in Verviers; † 12. März 1945 in Dortmund) war ein belgischer römisch-katholischer Geistlicher, Dominikaner und Märtyrer.

## Leben
Jourdain-Willy Dressen war Dominikanermönch im Kloster Notre Dame de la Sarte in Huy (Belgien). Er wurde eingezogen und Feldgeistlicher. Die deutsche Invasion am 10. Mai 1940 erlebte er in Jalhay. Der Krieg führte ihn in den folgenden Tagen über Houtain-le-Val (Genappe) und Raemdonck in Belsele (Sint-Niklaas) nach Diegem (Machelen). Nach der Kapitulation am 28. Mai ging er in sein Kloster zurück, predigte aber offen gegen die deutschen Besatzer.
Am 15. September 1941 wurde er von der Gestapo verhaftet und zu drei Jahren und drei Monaten Gefängnis verurteilt. Er kam vom Gefängnis Saint-Gilles/Sint-Gillis in die Haftanstalt Dortmund. Dort fiel er am 12. März 1945 im Alter von 37 Jahren einem Bombenangriff zum Opfer.